# Leucantigius
Leucantigius là một chi bướm ngày thuộc họ Lycaenidae.